# Lil Xan
Lil Xan, właśc. Diego Leanos  (ur. 6 września 1996 w Redlands w Kalifornii) – amerykański raper i autor tekstów. Jest najbardziej znany ze swojego singla pt. „Betrayed”, który otrzymał platynową płytę i osiągnął 64. miejsce na amerykańskim Billboard Hot 100. Jego pseudonim wziął się od popularnego leku na receptę o nazwie Xanax.

## Wczesne życie
Leaons urodził się 6 września 1996 roku w Redlands, Kalifornia. Posiada korzenie meksykańskie. Jego rodzina była biedna, przez co musieli mieszkać w motelach, przez większą część dzieciństwa rapera.  Uczęszczał do szkoły średniej w Redlands, z której został wydalony za przyjście pod wpływem narkotyków. Przez następne kilka lat był bezrobotny, aż znalazł pracę jako sprzątacz, a następnie utrzymywał się również ze sprzedaży narkotyków. Leaons próbował swoich sił w fotografii. Zaprzyjaźnił się ze Stevenem Cannonem i jego grupą, przez co został ich nieoficjalnym fotografem. Pewnego razu na koncercie ukradziono mu kamerę, przez co Diego postanowił zrezygnować z kariery fotografa (gdyż nie było go stać na nową) na rzecz zostania raperem.

## Kariera
Leaons zaczął publikować swoje utwory na platformie SoundCloud i YouTube. Jego popularność wzrosła po wypuszczeniu teledysku do utworu pt. "Betrayed" w sierpniu 2017. Piosenka osiągnęła 64. miejsce na amerykańskim Billboard Hot 100. W wywiadzie dla amerykańskiego magazynu hip-hopowego XXL, Diego zapowiedział wydanie debiutanckiego albumu o nazwie Total Xanarchy. W grudniu 2017 zapowiedział trasę koncertową o tej samej nazwie, Płyta miała premierę 6 kwietnia 2018 i zadebiutowała na 10. miejscu Billboard 200. W tym samym roku Leaons miał w planach zmienić swój pseudonim artystyczny z Lil Xan, na swoje prawdziwe imię Diego, jednak w wywiadzie uznał, że nie jest pewny tej decyzji.
We wrześniu 2018 roku w związku ze śmiercią Mac Millera, Diego ogłosił zawieszenie swojej działalności muzycznej.

## Dyskografia

### Albumy
| Tytuł          | Dane dot. albumu                                                             | Najwyższa pozycja |
| Tytuł          | Dane dot. albumu                                                             | US                |
| -------------- | ---------------------------------------------------------------------------- | ----------------- |
| Total Xanarchy | - Data: 6 kwietnia 2018 - Format: CD, digital download - Wytwórnia: Columbia | 10                |

### Mixtape'y
| Tytuł               | Dane dot. mixtapu                                                 |
| ------------------- | ----------------------------------------------------------------- |
| Heartbreak Soldiers | - Release: 8 lipca 2018 - Format: Streaming - Wytwórnia: Columbia |

### Minialbumy
| Tytuł     | Dane dot. albumu                                                                                         |
| --------- | --- |
| CITGO     | - Data: 6 września, 2016 - Format: Digital download, streaming, Kaseta - Wytwórnia: Sleepcvlt (cassette) |
| Toothache | - Data: 19 czerwca 2017 - Format: Digital download, streaming - Wytwórnia: N/A                           |
| Xanarchy  | - Data: 1 sierpnia 2017 - Format: Digital download, streaming - Wytwórnia: N/A                           |

### Notowane single
| Rok  | Tytuł      | Najwyższa pozycja | Najwyższa pozycja | Certyfikat         | Album          |
| Rok  | Tytuł      | US                | CAN               | Certyfikat         | Album          |
| ---- | ---------- | ----------------- | ----------------- | ------------------ | -------------- |
| 2017 | „Betrayed” | 64                | 49                | - POL: złota płyta | Total Xanarchy |